# Antonioni Zavala
Antonioni Zavala Rivera – peruwiański zapaśnik walczący w obu stylach. Zajął piąte na mistrzostwach panamerykańskich w 1994. Brązowy medalista igrzysk Ameryki Południowej w 1994. Zdobył dwa medale mistrzostw Ameryki Południowej, złoty w 1992 i srebrny w 1993. Srebrny i brązowy medalista igrzysk boliwaryjskich w 1993 roku.